# Cormocephalus pustulatus
Cormocephalus pustulatus är en mångfotingart som beskrevs av Kraepelin 1903. Cormocephalus pustulatus ingår i släktet Cormocephalus och familjen Scolopendridae.
Artens utbredningsområde är Nya Kaledonien. Inga underarter finns listade i Catalogue of Life.